# Азовская улица (Москва)
Азо́вская у́лица (с 1965 года, ранее Болотниковский проезд (часть)) — улица в Юго-Западном административном округе города Москвы на территории района Зюзино. Расположена между Нахимовским и Балаклавским проспектами. Нумерация домов ведётся от Нахимовского проспекта.

## Происхождение названия
Названа 29 апреля 1965 года по Азовскому морю, в связи с расположением на юге Москвы.

## История
Ранее часть улицы называлась Болотниковским проездом, по расположенной перпендикулярно Болотниковской улице. Отрезок от Нахимовского проспекта до пересечения с Болотниковской улицей — это бывший Болотниковский переулок рабочего поселка, возникшего вокруг деревни Волхонка в 1930-х годов (см. Коломенский посёлок). Когда в конце 1950-х годов окрестные селения присоединили к Москве и здесь началось массовое жилищное строительство (см. Волхонка-ЗИЛ), переулок продлили к новым кварталам и назвали Азовской улицей (1965 г.). Это название не связано ни с территорией, ни с людьми, которые здесь жили, а дано по Азовскому морю, в связи с расположением улицы на юге Москвы. История строительства Москвы 1960-х годов отразилась на внешнем виде улиц в этом районе. В 1970-е годы начался снос двухэтажных зданий, составляющих основную застройку. Между кварталами кирпичных и блочных пятиэтажек и девятиэтажек появились и высокие здания в 12-17 этажей.

## Здания и сооружения
По нечётной стороне:
- Дом 5 — 8 отдел милиции УВД на Московском метрополитене
- Дом 13 — Мировые Судьи судебных участков № 219,220,221 района Академический; Мировые Судьи судебных участков № 12,13,14,99 района Зюзино
- Дом 13, офис 85 — Всероссийская Федерация рукопашного боя и традиционного каратэ
- Дом 17 — центральный государственный архив Московской области (ЦГАМО), Главное архивное управление Московской области
- Дом 19 — управление по Москве Федеральной службы по контролю за оборотом наркотиков
- Дом 27 — детский сад № 768
- Дом 31 — школа № 535
- Дом 33, корпус 3 — социальный приют для детей и подростков «Зюзино»
- Дом 41 — школа № 536

По чётной стороне:
- Дом 2, корпус 1 — центр правовой помощи населению Российской правовой академии Минюста России, курсы повышения квалификации Российской правовой академии и Академии Генеральной Прокуратуры, библиотека Российской правовой академии.
- Дом 2, корпус 2 — детская музыкальная школа им. Н. Я. Мясковского; Школа № 1279 с углубленным изучением английского языка
- Дом 20, корпус 1 — поликлиника № 84 ЮЗАО
- Дом 20, корпус 2 — детская поликлиника № 62 ЮЗАО
- Дом 24, корпус 2 — детский сад № 2480
- Дом 24, корпус 3 — торгово-развлекательный центр «Азовский»

## Транспорт
Метро
Станции метро Нахимовский проспект, Каховская, Севастопольская.
Автобусы
- № 273 от улицы Каховка до Болотниковской улицы.
- № с918 от улицы Каховка до Болотниковской улицы.
- № 922 от улицы Каховка до Черноморского бульвара.
- № 968 от Болотниковской улицы до Балаклавского проспекта.